# جوردان بارديلا
جوردان بارديلا (من مواليد 13 سبتمبر 1995) سياسي فرنسي شغل منصب المتحدث باسم التجمع الوطني منذ سبتمبر 2017. وكان المرشح الرئيسي للتجمع الوطني في انتخابات البرلمان الأوروبي لعام 2019 في فرنسا. كما شغل منصب رئيس الجبهة الوطنية للشباب والتي تم تغيير اسمها فيما بعد إلى جيل الأمة وتولى منذ 5 نوفمبر 2022 منصب الأمين العام.

## السيرة الشخصية
ولد في 13 سبتمبر 1995 في درانسي سين سان دوني لعائلة متواضعة من أصل إيطالي.
في عام 2012 انضم إلى الجبهة الوطنية والتي تم تغيير اسمها إلى التجمع الوطني في عام 2018. إلى جانب سيباستيان تشينو وجوليان سانشيز أصبح المتحدث باسم الحزب بعد هزيمة مارين لوبان في الانتخابات الرئاسية لعام 2017. في العام التالي عينته لوبان أيضًا رئيسًا للجبهة الوطنية للشباب التي أصبحت فيما بعدجيل الأمة. وهو مقرب من السياسي الإيطالي ماتيو سالفيني.
في سن 23 تم تعيينه كأول مرشح على قائمة التجمع الوطني لانتخابات البرلمان الأوروبي لعام 2019 في فرنسا.